# القريه البيضاء (السوادية)

تعديل مصدري - تعديل

القرية البيضاء هي إحدى قرى عزلة ال هادي بني وهب بمديرية السوادية التابعة لمحافظة البيضاء، بلغ تعداد سكانها 208 نسمة حسب تعداد اليمن لعام 2004.